# Associação de Voleibol do Malawi
A Associação de Voleibol do Malawi  (em inglêsːVolleyball Association of Malawi, VAM) é  uma organização fundada em 1984 que governa a pratica de voleibol em Malawi, sendo membro da Federação Internacional de Voleibol e da Confederação Africana de Voleibol, a entidade é responsável por  organizar  os campeonatos nacionais de  voleibol masculino e feminino no país.